# Toucountouna
Toucountouna o Toukountouna è una città situata nel dipartimento di Atakora nello Stato del Benin con 34 827 abitanti (stima 2006).

## Geografia fisica
Il comune è situato nella parte nord-occidentale del paese e confina a nord con il comune di Tanguiéta, a sud con Natitingou, ad est con Kouandé e ad ovest con Boukoumbé.

## Amministrazione
Il comune è formato dai seguenti tre arrondissement composti da 22 villaggi:
- Kouarfa
- Tampégré
- Toucountouna

## Società

### Religione
La maggioranza della popolazione segue religioni locali (86,9%), seguita dal cattolicesimo (7,0%) e dalla religione musulmana (2,7%).

### Evoluzione demografica
Dal punto di vista etnico la popolazione è principalmente composta da Waaba, Natimba, Bètamaribè et Peulh.

## Economia
In campo agricolo è sviluppata la coltivazione di cotone mentre è trascurabile l'apporto economico dato dalla pesca. Le risorse naturali si limitano a cave di sabbia e giacimenti di pietre ornamentali.

### Turismo
Le più importanti risorse turistiche del comune sono le grotte di Data Wori, il parco nazionale del Pendjari oltre a manifestazioni folcloristiche.